# Stojan Protić
Stojan Protić (1857-1923) fue un periodista y político serbio y yugoslavo de finales del siglo XIX y principios del XX. Fue uno de los principales dirigentes del Partido Radical serbio hasta su muerte. Primer ministro yugoslavo en dos ocasiones tras la Primera Guerra Mundial, defendió infructuosamente una forma de Estado menos centralista que sus correligionarios Radicales.

## Comienzos
Protić fue uno de los principales dirigentes del Partido Radical desde su fundación en 1881 hasta su muerte en 1923.

## Diferencias sobre Macedonia
Como ministro del Interior serbio, en la primavera de 1913 comenzó un enfrentamiento con ciertos mandos militares sobre la administración de la Macedonia obtenida en las Guerras Balcánicas. Su principal adversario era la organización militar de la «Mano Negra», acaudillada por el coronel Dragutin Dimitrijević, alias «Apis». Al comienzo, la región anexionada tras las guerras había quedado bajo administración militar, pero el Gobierno de Nikola Pašić había decidido transferir el poder a una administración civil transitoria, para disgusto de los militares. La organización de Dimitrijević lanzó entonces una campaña de desprestigio contra Protić para tratar de expulsarlo del Consejo de Ministros. Hubo gran tensión entre el gabinete y los oficiales del Ejército, que deseaban recuperar la administración de la región. La oposición se unió y respaldó a los militares, lo que puso en peligro la escasa mayoría parlamentaria del Gobierno en las Cortes y llevó al rey a solicitar en vano la abrogración de la medida aprobada por Protić. La tensión aumentó en la primavera de 1914. Finalmente, la oposición cívico-militar no logró la dimisión de Protić del Consejo de Ministros, pero sí la retirada de su decreto sobre Macedonia.

## La guerra mundial
Protić participó junto con el presidente de Gobierno Pašić en la redacción de la respuesta serbia al ultimátum austrohúngaro del verano de 1914 tras el asesinato del archiduque Francisco Fernando en Sarajevo el 15 de juniojul./ 28 de junio de 1914greg.. Sus intentos de impedir el cruce a Bosnia de los asesinos había fracasado por las maniobras de la «Mano Negra», que había desobedecido las órdenes del Gobierno de detenerlos.
A finales de julio de 1914 abandonó el Gobierno junto con otros ministros. De nuevo en el Gobierno de coalición formado tras la ruptura de hostilidades, dimitió en noviembre de 1914 por oponerse a la pretensión de los militares de influir en las decisiones gubernamentales, lo que le llevó a desacuerdos con Pašić.
En 1917 se había opuesto al juicio contra Dimitrijević que acabó en su condena y ejecución. A pesar de estar en desacuerdo con Pašić sobre la forma del futuro Estado yugoslavo, que Pašić deseaba fuertemente centralista, aceptó ser el delegado gubernamental ante el Comité Yugoslavo. Desempeñó un destacado papel de mediación entre las partes que llevó a la aprobación de la Declaración de Corfú en 1917.
En mayo de 1918, regresó al Gobierno llamado por Pašić. Al final de la guerra se opuso a la Declaración de Ginebra, que proclamaba una confederación yugoslava entre los antiguos territorios austrohúngaros y los antiguos reinos de Reino de Serbia y Montenegro.

## Primer ministro yugoslavo
Tras la guerra Protić formó el primer gabinete yugoslavo, con el croata Ante Trumbić como ministro de Exteriores, el serbocroata Svetozar Pribićević en Interior y el esloveno Anton Korošec como vicepresidente.
Durante los debates de la asamblea constituyente para la aprobación de una nueva Constitución para el país recién formado, se opuso a la centralización defendida por el grueso de su propio partido y defendió la descentralización y la autonomía de las regiones históricas, pero su posición resultó derrotada. Se opuso a la Constitución de Vidovdan, que consideraba excesivamente centralista y perjudicial para las buenas relaciones entre las distintas comunidades del país. Se opuso, sin embargo, a la creación de una federación, que consideraba imposible de crear por la mezcla de comunidades, que dificultaría el trazado de las unidades federales.
Su segundo Gobierno de 1920 fue de corta duración por las desavenencias internas en el Partido Radical sobre la forma del Estado, las que Protić mantuvo en general una postura más autonomista que el resto de la formación. Durante el verano de 1921 llevó a cabo reuniones con Radicales de Voivodina y con Stjepan Radić para tratar de lograr apoyo a su planteamiento constitucional de unidad pero con amplia autonomía local y regional. A finales de 1921, sin embargo, se aproximó a las posturas de Pašić y confió que los desacuerdos entre Radicales y Demócratas condujese a la expulsión del Consejo de Ministros del ultracentralista Pribićević y a la adopción de una política más favorable ala autonomía regional.

## Últimos años
Fuera del partido, no logró escaño en las elecciones de 1923. Murió en la capital pocos meses después, el 28 de octubre de 1923.
| Predecesor: Nikola Pašić Ljubomir Davidović | Primer ministro del Reino de los Serbios, Croatas y Eslovenos 1918-1919 1920 | Sucesor: Ljubomir Davidović Milenko Vesnić |